# Terebella ehlersi
Terebella ehlersi är en ringmaskart som beskrevs av Gravier 1907. Terebella ehlersi ingår i släktet Terebella och familjen Terebellidae. Inga underarter finns listade i Catalogue of Life.